# Introducció a les matemàtiques de la relativitat general
Les matemàtiques de la relativitat general són complicades. En les teories del moviment de Newton, la longitud d'un objecte i la velocitat a la qual passa el temps es mantenen constants mentre l'objecte accelera, el que significa que molts problemes de la mecànica newtoniana es poden resoldre només amb àlgebra. En relativitat, però, la longitud d'un objecte i la velocitat a la qual passa el temps canvien de manera apreciable a mesura que la velocitat de l'objecte s'acosta a la velocitat de la llum, el que significa que es necessiten més variables i matemàtiques més complicades per calcular el moviment de l'objecte. Com a resultat, la relativitat requereix l'ús de conceptes com ara vectors, tensors, pseudotensors i coordenades curvilínies.
Per a una introducció basada en l'exemple de partícules que segueixen òrbites circulars al voltant d'una massa gran, es donen tractaments no relativistes i relativistes en, respectivament, les motivacions newtonianes per a la relativitat general i la motivació teòrica per a la relativitat general.

## Vectors i tensors

### Vectors

Il·lustració d'un vector típic

En matemàtiques, física i enginyeria, un vector euclidià (de vegades anomenat geomètric o vector espacial, o, com aquí, simplement un vector) és un objecte geomètric que té una magnitud (o longitud) i una direcció. Un vector és el que es necessita per "portar" el punt A al punt B; la paraula llatina vector significa "el que porta". La magnitud del vector és la distància entre els dos punts i la direcció es refereix a la direcció del desplaçament d'A a B Moltes operacions algebraiques sobre nombres reals, com ara la suma, la resta, la multiplicació i la negació, tenen anàlegs propers als vectors, operacions que obeeixen a les lleis algebraiques conegudes de commutativitat, associativitat i distributivitat.

L'esforç és un tensor de segon ordre que representa la resposta d'un material a la força aplicada en un angle. Les dues direccions del tensor representen la força "normal" (en angle recte amb la superfície) i la força "tallant" (paral·lela a la superfície).

### Tensors
Un tensor amplia el concepte de vector a direccions addicionals. Un escalar, és a dir, un nombre simple sense direcció, es mostraria en un gràfic com un punt, un objecte de dimensió zero. Un vector, que té una magnitud i una direcció, apareixeria en un gràfic com una línia, que és un objecte unidimensional. Un vector és un tensor de primer ordre, ja que té una direcció. Un tensor de segon ordre té dues magnituds i dues direccions, i apareixeria en un gràfic com dues línies semblants a les agulles d'un rellotge. L'"ordre" d'un tensor és el nombre de direccions contingudes dins, que està separat de les dimensions de les direccions individuals. Un tensor de segon ordre en dues dimensions es pot representar matemàticament per una matriu de 2 per 2, i en tres dimensions per una matriu de 3 per 3, però en ambdós casos la matriu és "quadrada" per a un tensor de segon ordre. Un tensor de tercer ordre té tres magnituds i direccions, i estaria representat per un cub de nombres, de 3 per 3 per 3 per a direccions en tres dimensions, i així successivament.

### Aplicacions
Els vectors són fonamentals en les ciències físiques. Es poden utilitzar per representar qualsevol magnitud que tingui una magnitud i una direcció, com ara la velocitat, la magnitud de la qual és la velocitat. Per exemple, la velocitat de 5 metres per segon cap amunt es podria representar pel vector (0, 5) (en 2 dimensions amb l'eix y positiu "amunt"). Una altra magnitud representada per un vector és la força, ja que té una magnitud i direcció. Els vectors també descriuen moltes altres magnituds físiques, com ara el desplaçament, l'acceleració, el moment i el moment angular. Altres vectors físics, com el camp elèctric i magnètic, es representen com un sistema de vectors en cada punt d'un espai físic; és a dir, un camp vectorial.
Els tensors també tenen àmplies aplicacions en física:
- Tensor electromagnètic (o tensor de Faraday) en electromagnetisme
- Tensors de deformació finita per descriure deformacions i tensor de deformació per a la deformació en mecànica de medis continus
- La permisivitat i la susceptibilitat elèctrica són tensors en medis anisòtrops
- Tensor esforç-energia en relativitat general, utilitzat per representar els fluxos de moment
- Els operadors de tensor esfèric són les funcions pròpies de l'operador de moment angular quàntic en coordenades esfèriques
- Els tensors de difusió, la base de la imatge del tensor de difusió, representen taxes de difusió en entorns biològics

### Dimensions
En la relativitat general, calen vectors de quatre dimensions, o quadrivectors. Aquestes quatre dimensions són longitud, alçada, amplada i temps. Un "punt" en aquest context seria un esdeveniment, ja que té un lloc i un temps. De manera semblant als vectors, els tensors en relativitat requereixen quatre dimensions. Un exemple és el tensor de curvatura de Riemann.

## Equació d'Einstein
Les equacions de camp d'Einstein (EFE) o equacions d'Einstein són un conjunt de 10 equacions de la teoria general de la relativitat d'Albert Einstein que descriuen la interacció fonamental de la gravitació com a resultat de la corba de l'espai-temps per la matèria i l'energia. Publicat per primera vegada per Einstein el 1915 com una equació tensor, l'EFE equipara la curvatura espai-temps local (expressada pel tensor d'Einstein) amb l'energia i el moment locals dins d'aquest espai-temps (expressat pel tensor esforç-energia).
{\displaystyle G_{\mu \nu }={8\pi G \over c^{4}}T_{\mu \nu },}

on Gμν és el tensor d'Einstein i Tμν és el tensor esforç-energia.
Això implica que la curvatura de l'espai (representada pel tensor d'Einstein) està directament connectada amb la presència de matèria i energia (representada pel tensor esforç-energia).